# Halowe Mistrzostwa Europy w Lekkoatletyce 1971 – sztafeta 4 × 2 okrążenia mężczyzn
Sztafeta 4 × 2 okrążenia mężczyzn – jedna z konkurencji biegowych rozgrywanych podczas halowych lekkoatletycznych mistrzostw Europy w hali Festiwalna w Sofii. Rozegrano od razu bieg finałowy 14 marca 1971. Długość jednego okrążenia wynosiła 200 metrów, więc była to sztafeta 4 × 400 metrów. Zwyciężyła reprezentacja Polski. Tytułu z poprzednich igrzysk nie obroniła sztafeta Związku Radzieckiego, która tym razem zdobyła srebrny medal. 

## Rezultaty

### Finał
Rozegrano od razu bieg finałowy, w którym wzięły udział 3 sztafety.

Opracowano na podstawie materiału źródłowego.
| Miejsce | Reprezentacja | Zawodnicy                                                                 | Czas   | Uwagi |
| ------- | ------------- | ------------------------------------------------------------------------- | ------ | ----- |
| 1       | Polska        | Waldemar Korycki, Jan Werner, Andrzej Badeński, Jan Balachowski           | 3:11,1 |       |
| 2       | ZSRR          | Siemion Koczer, Jewgienij Borisienko, Aleksandr Bratczikow, Borys Sawczuk | 3:11,9 |       |
| 3       | Bułgaria      | Aleksandyr Janew, Aleksandyr Popow, Jordan Todorow, Krystjo Christow      | 3:15,6 | NR    |